# Boreocypha websteri
Boreocypha websteri (лат.) — вид коротконадкрылых жуков, единственный в составе рода Boreocypha и трибы Boreocyphini (подсемейство Aleocharinae). Эндемик Канады (Северная Америка)

## Описание
Мелкого размера стафилиниды. Тело широко удлинённое, умеренно выпуклое, длиной 2,5–2,8 мм; покровы матовые, окраска от темно-коричневой до почти чёрной; голова округлая, немного уже переднеспинки, максимально широкая на глазах, глаза мелкие, по длине равны заглазничной области; переднеспинка прямоугольная, наиболее широкая в вершинной трети, на вершине широко дуговидная и с отчётливыми угловатыми вершинными углами, постепенно расширенная кзади и со слабо угловатыми задними углами, пунктировка мелкая, густая и неровная; надкрылья поперечные, у продольного шва немного короче переднеспинки; брюшко в основании уже надкрылий, но в вершинной трети становится таким же или чуть шире надкрылий, первые четыре видимых тергита с глубокими поперечными вдавлениями с тонкой пунктировкой. Формула члеников лапок 5-5-5.
Вид встречается в прибрежных местообитаниях в лесах Канады.

## Систематика и этимология
Вид Boreocypha websteri был впервые описан в 2011 году по типовым материалам из Канады. Авторы описания предполагают близкие отношения Boreocyphini с Oxypodini или Tachyusini (в то время как Tachyusina, подтриба из Oxypodini). Также они указывали на его сходство по строению эдеагуса с родом «Cypha Fauvel трибы Homalotini» (но, видимо, имея в виду Cypha Leach, 1819, трибы Hypocyphtini, а не Cyphea Fauvel, 1863, трибы Homalotini, основываясь на комментарии в родовом диагнозе в той же работе). Основным диагностическим признаком вида и всей трибы Boreocyphini является специфическое сочетание микроскульптуры тела и уникальной морфологии лабиальных щупиков и лигулы.
Филогенетическое место Boreocyphini остается неизвестным. В 2021 году в ходе филогенетического анализа триб из подсемейства Aleocharinae таксон Boreocyphini был оставлен в статусе Incertae sedis.